# Nicolae Zamfir
Nicolae Zamfir (* 26. června 1958 Picior de Munte, Rumunsko) je bývalý rumunský reprezentant v zápasu, specializující se na zápas řecko-římský. Jeho největším sportovním úspěchem byl zisk stříbrné medaile na mistrovství světa v roce 1982. V roce 1984 vybojoval čtvrté místo v kategorii do 57 kg na hrách v Los Angeles.